# كريس فيليبس (منافس ألعاب قوى)
كريس فيليبس (بالإنجليزية: Chris Phillips)‏ هو منافس ألعاب قوى أمريكي، ولد في 24 يوليو 1972.

## وصلات خارجية
- كريس فيليبس على موقع الاتحاد الدولي لألعاب القوى (الإنجليزية)